# North Brentwood
La ville de North Brentwood est située dans le comté du Prince George, dans l’État du Maryland, aux États-Unis. Sa population s’élevait à 593 habitants lors du recensement de 2020.